# إيفلين غوردون
إيفلين غوردون هي ممثلة أمريكية وإسبانية، ولدت في 25 يونيو 1960 ببيتسبرغ في الولايات المتحدة.

## أعمال

### أفلام
- (2005) ملكة الدماثة 2 مسلحة ورائعة[3]
- (2006) الحقد 2[4]

### مسلسلات
- الطبيب الجيد
- إن سي آي إس
- رجال ماد
- فيرونيكا مارس
- كولد كيس

## وصلات خارجية
- إيفلين غوردون على موقع IMDb (الإنجليزية)
- إيفلين غوردون على موقع ألو سيني (الفرنسية)
- إيفلين غوردون على موقع أول موفي (الإنجليزية)
- إيفلين غوردون على موقع قاعدة بيانات برودواي على الإنترنت (الإنجليزية)
- إيفلين غوردون على موقع قاعدة بيانات الأفلام السويدية (السويدية)
- إيفلين غوردون على موقع قاعدة بيانات الفيلم (الإنجليزية)
- إيفلين غوردون على موقع كينوبويسك (الروسية)
- إيفلين غوردون على موقع كينوبويسك (الروسية)